# Bökenäs, Korsanäs och Kuggeboda
Bökenäs, Korsanäs och Kuggeboda – miejscowość (tätort) w Szwecji, w regionie administracyjnym (län) Blekinge, w gminie Ronneby.
Według danych Szwedzkiego Urzędu Statystycznego liczba ludności wyniosła: 447 (31 grudnia 2015), 453 (31 grudnia 2018) i 470 (31 grudnia 2019).